# DMS-59

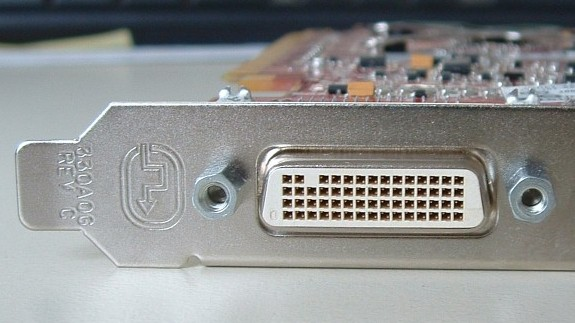
DMS-59-Verbinder an einer Grafikkarte

DMS-59 (engl. Dual Monitor Solution) ist ein 59-poliger, trapezförmiger Steckverbinder mit beidseitiger Schraubverbindung, der vor allem bei Grafikkarten verwendet wurde. Er ermöglicht eine Übertragung von zwei DVI-I-Signalen über ein Kabel. Die Pins sind in vier Reihen mit je 15 Pins angeordnet, wobei ein Pin in der letzten Reihe fehlt.

Pinbelegung

Der Stecker ermöglicht bei gleichem Platzverbrauch den Anschluss von mehr Monitoren, als es mit einer einfachen DVI-Schnittstelle möglich ist. Die zwei DVI-I-Signale des DMS-59 stellen zwei analoge VGA-Signale oder zwei digitale DVI-Signale zur Verfügung. Dadurch können über einen einzelnen DMS-59-Steckverbinder mit Hilfe eines geeigneten Adapters („Y-Kabel“) zwei Monitore angeschlossen werden. Die Verwendung eines DMS-59-Ausgangs mit einem Dual-Link-DVI-Monitor ist nicht möglich.
Die Bezeichnung leitet sich aus Dual Monitor Solution und den 59 Pins der Steckverbindung her.